# 埃尔默朗日
埃尔默朗日（法語：Hermelange，法語發音：[ɛʁməlɑ̃ʒ]）是法国摩泽尔省的一个市镇，属于萨尔堡-萨兰堡区。

## 地理
埃尔默朗日（48°40'46"N, 7°1'1"E）面积2.58 平方千米，位于法国大東部大區摩泽尔省，该省份为法国东北部内陆省份，是洛林的一部分，西南接默尔特-摩泽尔省，东临下莱茵省，北与卢森堡和德国接壤。
与埃尔默朗日接壤的市镇（或旧市镇、城区）包括：埃斯、洛尔坎、尼坦、舒阿桑日。

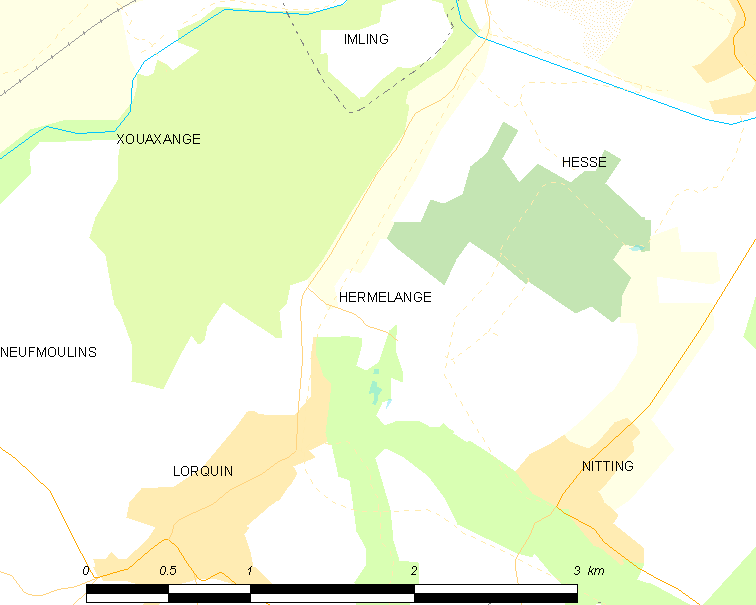
埃尔默朗日的OSM定位图

埃尔默朗日的时区为UTC+01:00、UTC+02:00（夏令时）。

## 行政
埃尔默朗日的邮政编码为57790，INSEE市镇编码为57318。

## 政治
埃尔默朗日所属的省级选区为法尔斯堡县。

## 人口

1962-2008年间埃尔默朗日人口变化图示

埃尔默朗日于2022年1月1日时的人口数量为215人。